# Heiligste Dreifaltigkeit (Kranlucken)

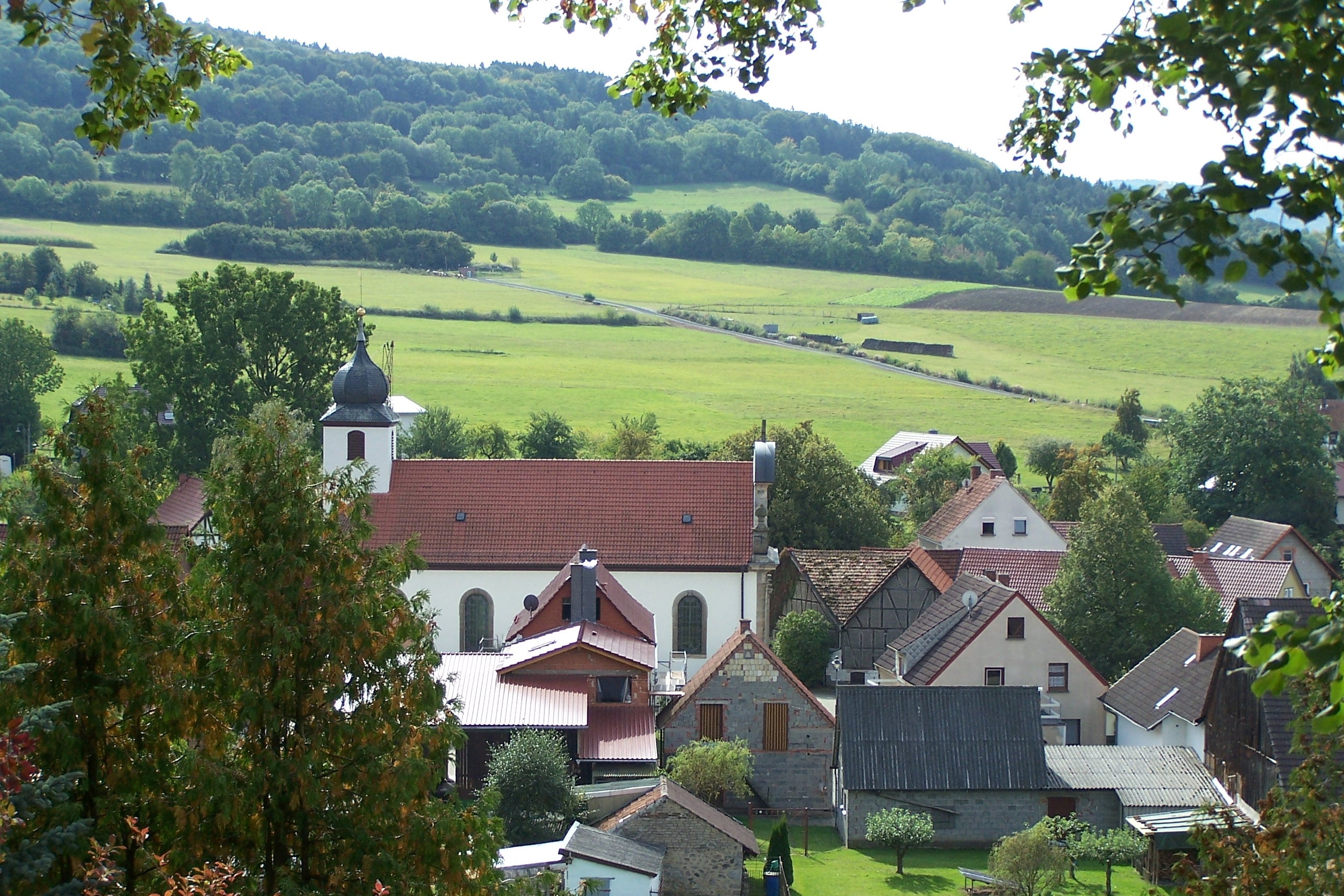
Heiligste Dreifaltigkeit

Die Kirche Heiligste Dreifaltigkeit ist eine römisch-katholische Filialkirche. Sie steht in Kranlucken, einem Ortsteil von Schleid im Wartburgkreis in Thüringen. Sie gehört zum Pastoralverbund St. Elisabeth im Ulster-, Felda- und Werratal im Dekanat Hünfeld-Geisa des Bistums Fulda.

## Beschreibung
Die ehemalige Kirche St. Johannes Baptista wurde 1751–1756 erbaut. Nach einem Blitzschlag am 18. Juli 1793 brannte die Kirche bis auf die Grundmauern ab. Fast der gesamte Ort wurde bei dem Brand zerstört. 1796 wurde die Kirche wiederhergestellt. Die mit einem Satteldach bedeckte Saalkirche ist dreiseitig abgeschlossen. Über dem eingezogenen Chor erhebt sich ein Chorturm, der eine geschweifte Haube trägt. Die Fassade ist aus Sandstein und mit Pilastern gegliedert. Der Volutengiebel ist mit einem Kreuz bekrönt. An den Seiten sind Schnecken, auf denen eine Vase steht. Über dem geohrten rechteckigen Portal befindet sich das Wappen des Fuldaer Fürstabtes Amand von Buseck, vertikal darüber befinden sich zwei Rundfenster. Seitlich in Wandnischen stehen die Statuen der heiligen Johannes Nepomuk und Bonifatius. Das Langhaus besitzt auf jeder Seite vier Rundbogenfenster. Der Innenraum des Kirchenschiffs hat gestufte Pilaster und ein umlaufendes Gesims, der Chor hat geknickte Pilaster an den Ecken. Die Decke hat Vouten und ist mit Stuck gerahmt. Die Deckenmalerei stammt aus dem 19. Jahrhundert. Die Altäre stammen aus der Erbauungszeit. Ein Altarretabel hat Säulen aus Stuckmarmor. Der Hochaltar mit einem Kruzifix hat seitlich fast lebensgroße hölzerne Statuen des Johannes von Nepomuk und des Bonifatius. Im Auszug befindet sich ein Gemälde, das die Dreifaltigkeit darstellt. Die Seitenaltäre sind einfach, ihre Altarbilder Kopien aus dem 20. Jahrhundert. Die Kanzel ist um 1800 gebaut worden.  Zur weiteren Kirchenausstattung gehören Statuen der Päpste Gregor XI. und Zacharias, eine Pietà aus dem 19. Jahrhundert, Vierzehn Kreuzwegstationen aus der Mitte des 18. Jahrhunderts und Ölgemälde im Nazarenerstil, die Wendelin und Elisabeth darstellen. Die Kirche wurde 1910 renoviert. Bei einer Überflutung des Kohlbaches im Jahr 1913 wurde die Kirche schwer beschädigt, sodass sie erneut renoviert werden musste.

## Orgel
Die Orgel, mit 12 Registern auf einem Manual und Pedal, wurde 1796 von Johann-Markus Oestreich erbaut. 1960 fand eine Erweiterung des Pedals und eines zweiten Manuals durch Hans Helfenbein statt. Die Orgel hatte 19 Register auf zwei Manualen und Pedal.
Vor 2025 wurde in das Orgelgehäuse eine elektronische Orgel von Kisselbach eingebaut.